# Nebria frigida
Nebria frigida är en skalbaggsart som beskrevs av Sahlberg. Nebria frigida ingår i släktet Nebria och familjen jordlöpare. Inga underarter finns listade i Catalogue of Life.